# Look Sharp! (Joe Jackson)
Look Sharp! is het in 1979 verschenen debuutalbum van de Britse muzikant Joe Jackson. Het oorspronkelijke album werd behalve als lp ook uitgebracht als dubbel-ep op 10" met daarbij een button. In 2001 is het album opnieuw uitgegeven, met twee bonustracks.
De Amerikaanse band Anthrax heeft in 1990 het nummer Got the time als cover opgenomen op hun album Persistence of Time.

## Muzikanten
- Joe Jackson – zang, piano, mondharmonica
- Gary Sanford – gitaar
- Graham Maby – basgitaar
- David Houghton – drums

## Tracks
1. "One More Time" – 3:15
2. "Sunday Papers" – 4:22
3. "Is She Really Going Out with Him?" – 3:33
4. "Happy Loving Couples" – 3:08
5. "Throw It Away" – 2:49
6. "Baby Stick Around" – 2:36
7. "Look Sharp!" – 3:23
8. "Fools in Love" – 4:23
9. "(Do The) Instant Mash" – 3:12
10. "Pretty Girls" – 2:55
11. "Got the Time" – 2:55

### Bonus tracks (2001)
1. "Don't Ask Me" – 2:43
2. "You Got the Fever" – 3:37